# Stortrapp
Stortrapp (Otis tarda) är en stor och tung fågel i ordningen trappar som placeras i det egna släktet Otis. Den är Europas tyngsta naturligt frilevande fågel och en av de tyngsta fåglarna som kan flyga.

## Utseende
Stortrappen är en stor och tung fågel. Dess huvud och hals är ljust askgrå. Ryggen och skuldrorna är tvärvattrade i svart och rostgult och armpennorna är vita med svartbruna spetsar. Hanen, som uppnår en längd på över en meter, bär vid näbbroten ett slags mustasch av långa fjädrar. Den betydligt mindre honan saknar denna prydnad. Stortrappen är en av världens tyngsta flygande fåglar. Hannen kan ha ett vingspann på 240 cm och väga upp till 16 kg.[källa behövs]

## Utbredning och systematik
Stortrappen förekommer i södra och mellersta Europa och i delar av Asien. Arten delas upp i två underarter:
- västlig stortrapp[5] Otis tarda tarda – förekommer i södra Palearktis
- Otis tarda dybowskii – förekommer från sydöstra Ryssland till Mongoliet och nordöstra Kina.

### Förekomst i Sverige

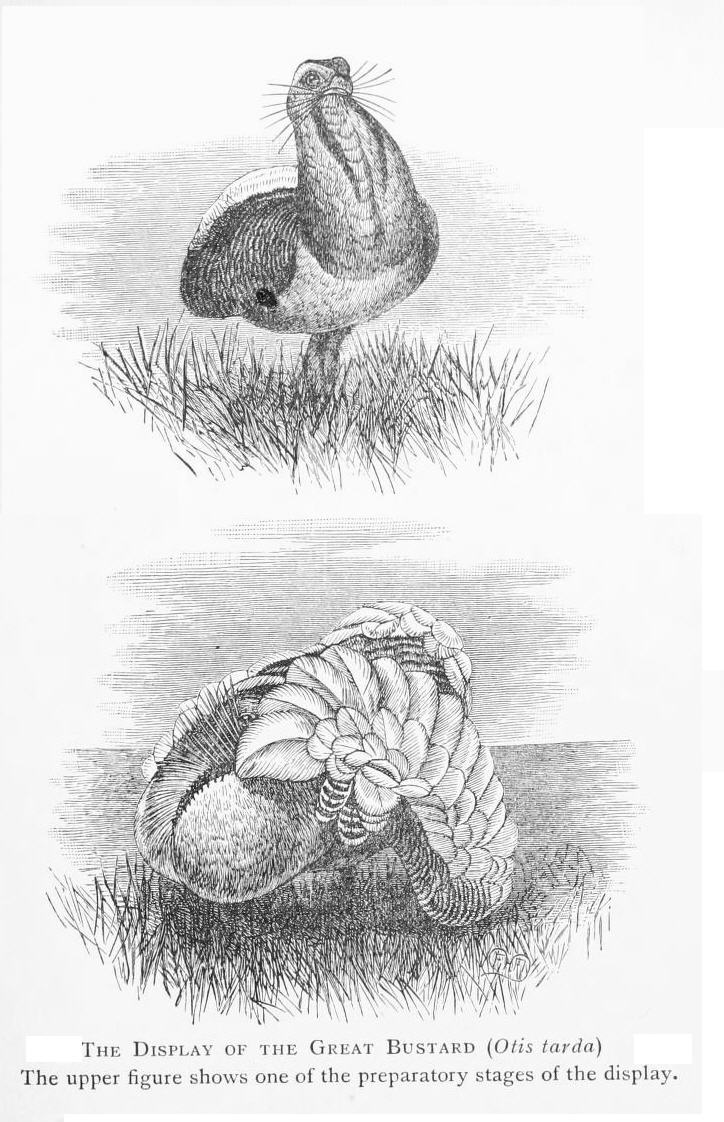
Illustration av stortrappens spektakulära spel.

I Sverige häckade stortrappen årligen på 1850-talet på sandfälten vid Åhus och Ljungby i Kristianstadstrakten i Skåne och på 1780- och 1790-talet fanns den även på Skanörs ljung och Cimmeredmarken utanför Trelleborg, med flera ställen. Vid slutet av 1850-talet var dock arten sällsynt på de två sista kända häckningsplatserna, det vill säga Åhus och Ljungby och de sista försvann under 1860-talet.
Den sista kända stortrappen ur den ursprungliga svenska populationen var en hona, som fälldes nära Ängelholm den 28 april 1895, vilket brukar betraktas som slutpunkten för artens historia i vårt land. Fågeln stoppades upp av konservatorn Carl J. E. Granstedt i Ängelholm, som utförligt beskrev den sällsynta fågeln med: 
"Af de mått jag tagit af herr Olssons exemplar må anföras: längd från näbb- till stjertspetsen 85 cm, vingbredden 180 cm, tarsens längd 13 cm, tibians nakna del 5 cm, näbbens längd från munviken 7 cm. Stjerten räckte 93 mm öfver de sammanlagda vingarnes spetsar. Ögats diameter var 15,5 mm. Iris var mörkbrun i yttre kanten med inblandadt ljusbrunt. Vigten var 5,1 kg."
Därtill finns en dokumenterad fälld ung stortrapphona, som enligt Svensk Jakt sköts under andra halvan av oktober 1954 i Mellböda på Öland. Skytten tog den för att vara en gås, men senare bestämdes den till en ung stortrapphona. Den bedöms ha varit en tillfällig gäst i landet och finns uppstoppad i privat ägo.
Under 1900-talet har stortrappen observerats på Öland, i Skåne och på Västgötaslätten totalt ett tiotal gånger, senast 1979 i Halland.
Den geografiskt till Sverige närmaste stabila populationen finns idag på hedar norr om Berlin.

### Förekomst i Storbritannien
I Storbritannien startades 2004 en återinplantering av stortrappen, vilket 2009 ledde till den första lyckade häckningen i landet sedan 1832.

## Ekologi
Stortrappen lever och häckar på öppna slätter, betesmarker, hedar och stäpper. Hannens spel är spektakulärt, bland annat vänder han "ut och in" på fjäderdräkten. Honan lägger tre olivgråa, brunfläckiga ägg i en håla i marken. Stortrappen är skygg och försiktig samt vistas ständigt på fria fält, långt från människor. Den missgynnas av snörika vintrar eftersom den då måste flytta till andra områden för att finna föda.
Stortrappen är en av de tyngsta flygkunniga fåglarna, något större än knölsvanen. Endast den nära släktingen koritrapp är något större.

## Stortrappen och människan

### Status och hot
Internationella naturvårdsunionen IUCN kategoriserar stortrappens tillstånd globalt som starkt hotad. Världspopulationen uppskattades 2022 till endast mellan 29 600 och 33 000 vuxna individer. Dessutom minskar den kraftigt på grund av jakt, störningar, klimatförändringar, jordbruksgifter och biotopförluster.

### Namn
En gammal svensk jägarterm för arten är pommersk kalkon. Den har även kallats enbart trapp och även europeisk struts.

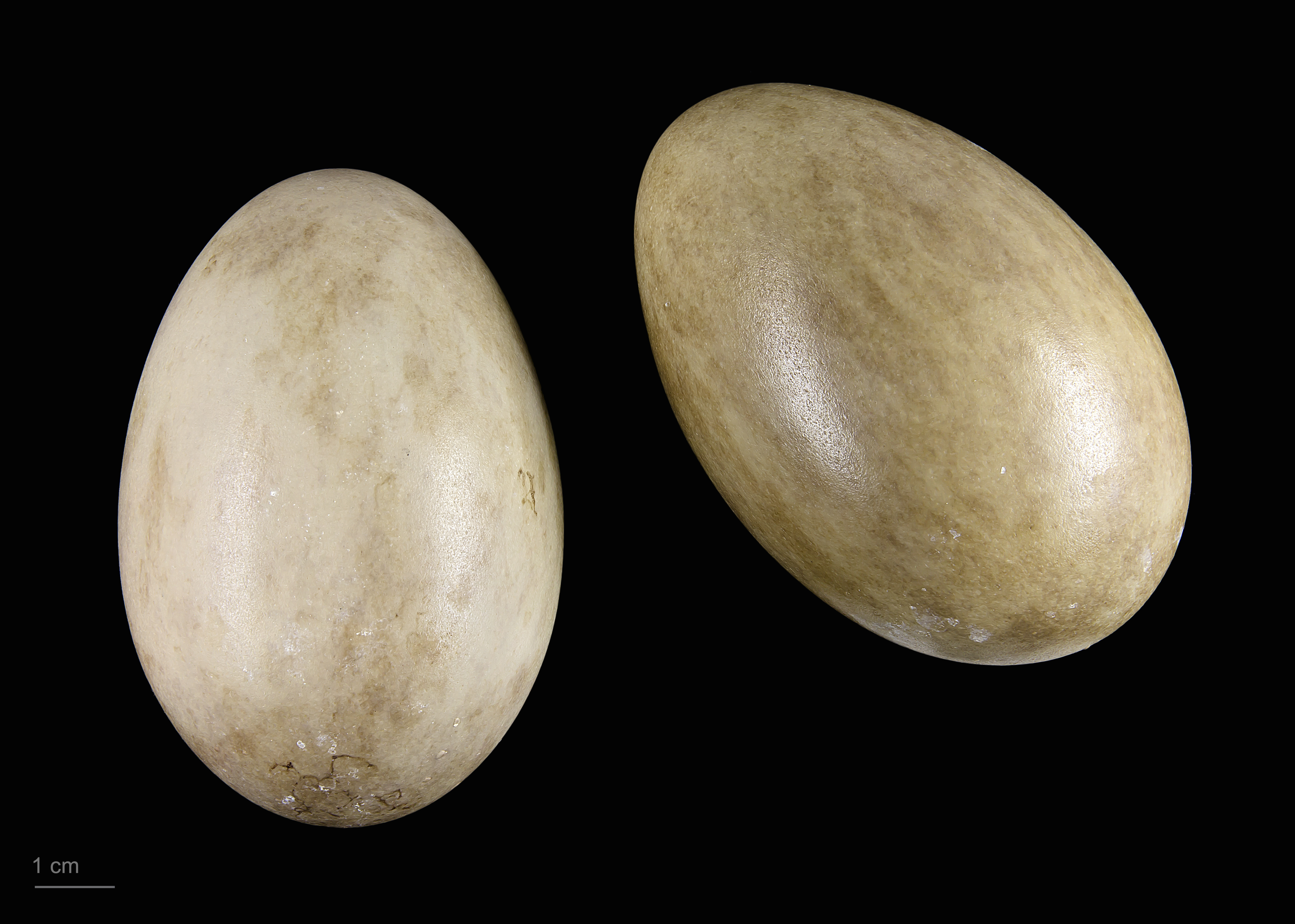
Ägg av stortrapp.